# Bruno Mars
Peter Gene Hernandez (født 8. oktober 1985), bedre kendt under sit kunstnernavn Bruno Mars, er en amerikansk sanger, sangskriver og musikproducer. Han er kendt for sine tre første singler "Just the Way You Are", "Grenade" og "The Lazy Song", der alle var hits i flere dele af verden.
Udover at have lavet sin egen musik er han kendt for udlån af sin vokal og for at være med til at skrive omkvædene til sangene "Nothin 'On You" af B.o.B, "Billionaire" af Travie McCoy og "Lighters" af Bad Meets Evil. Han har også været med til at skrive de internationale hits "Right Round" af Flo Rida med Ke$ha og "Wavin" Flag" af K'naan samt Cee Lo Green's "Fuck You". Han har desuden medvirket på Lil Waynes single "Mirror" og Snoop Dogg og Wiz Khalifas "Young, Wild & Free".
Han har indtil videre opnået syv grammy-nomineringer og vandt to af disse ved den 53. Grammy-uddeling i februar 2011.
Bruno Mars er født ind i en meget musikalsk familie. Familien består af moderen Bernadette San Pedro Bayot (14 august 1957 - 2 juni 2013), faderen Pete Hernandez . Bruno har 5 søskende: Eric Hernandez (spiller trommer i Brunos band), Tiara Bella Hernandez, Tahiti Hernandez, Presley Hernandez og Jamie Hernandez. Tiara, Tahiti, Presley og Jamie er de fire piger i søskendeflokken, og de har deres eget band, der hedder The Lylas (Love You Like A Sister). De fik også deres eget TV-show på WE TV. Dette show havde premiere d. 8. november 2013. Alle i Brunos familie er meget musikalske. Moderen var sanger og hula-danser, faderen spiller trommer i hans doo-woop-band The Love Notes, Bruno har stået på scenen som Elvis Presley, siden han var 3 år, Eric har altid spillet trommer og The Lylas har altid sunget.

## Diskografi

### Singler
- "Just the Way You Are" (2010)
- "Grenade" (2010)
- "The Lazy Song" (2010)
- "Marry You" (2010)
- "It Will Rain" (2011)
- "Count On Me" (2011)
- "Locked Out of Heaven" (2012)
- "When I Was Your Man" (2013)
- "Treasure" (2013)
- "Gorilla" (2013)
- "Young Girls" (2013)
- "24K Magic" (2016)
- "That's What I Like" (2017)
- "Versace on the Floor" (2017)
- "Chunky" (2017)
- "Finesse" (feat. Cardi B) (2018)

### Featurings
- "Nothin' On You" – B.o.B (2010)
- "Billionaire" – Travie McCoy (2010)
- "Lighters" – Bad Meets Evil (2011)
- "Mirror" – Lil Wayne (2011)
- "Young, Wild & Free" – Snoop Dogg & Wiz Khalifa (2011)
- "This Is My Love" – Gold-1 & Jason Ma (2012)
- "Bubble Butt" – Major Lazer, 2 Chainz, Tyga & Mystic (2013)
- "Uptown Funk" – Mark Ronson (2014)

### Albums
- Doo-Wops & Hooligans (2010)
- Unorthodox Jukebox (2012)
- 24K Magic (2016)

### Komponist
- "California Girl" - Katy Perry
- "F***k You" - Cee-Lo
- "Love Me" - Justin Bieber
- "We'll be alright - Travie McCoy